# Blue Lady (ballet)
Pour les articles homonymes, voir Blue Lady.
Blue Lady est un solo de danse contemporaine de la chorégraphe américaine Carolyn Carlson, créé en 1983 et rechorégraphié en 2008 pour le danseur finlandais Tero Saarinen. Cette pièce est considérée comme une œuvre essentielle de la chorégraphe et une pièce référence de la danse contemporaine, en particulier de la nouvelle danse française,,.

## Historique

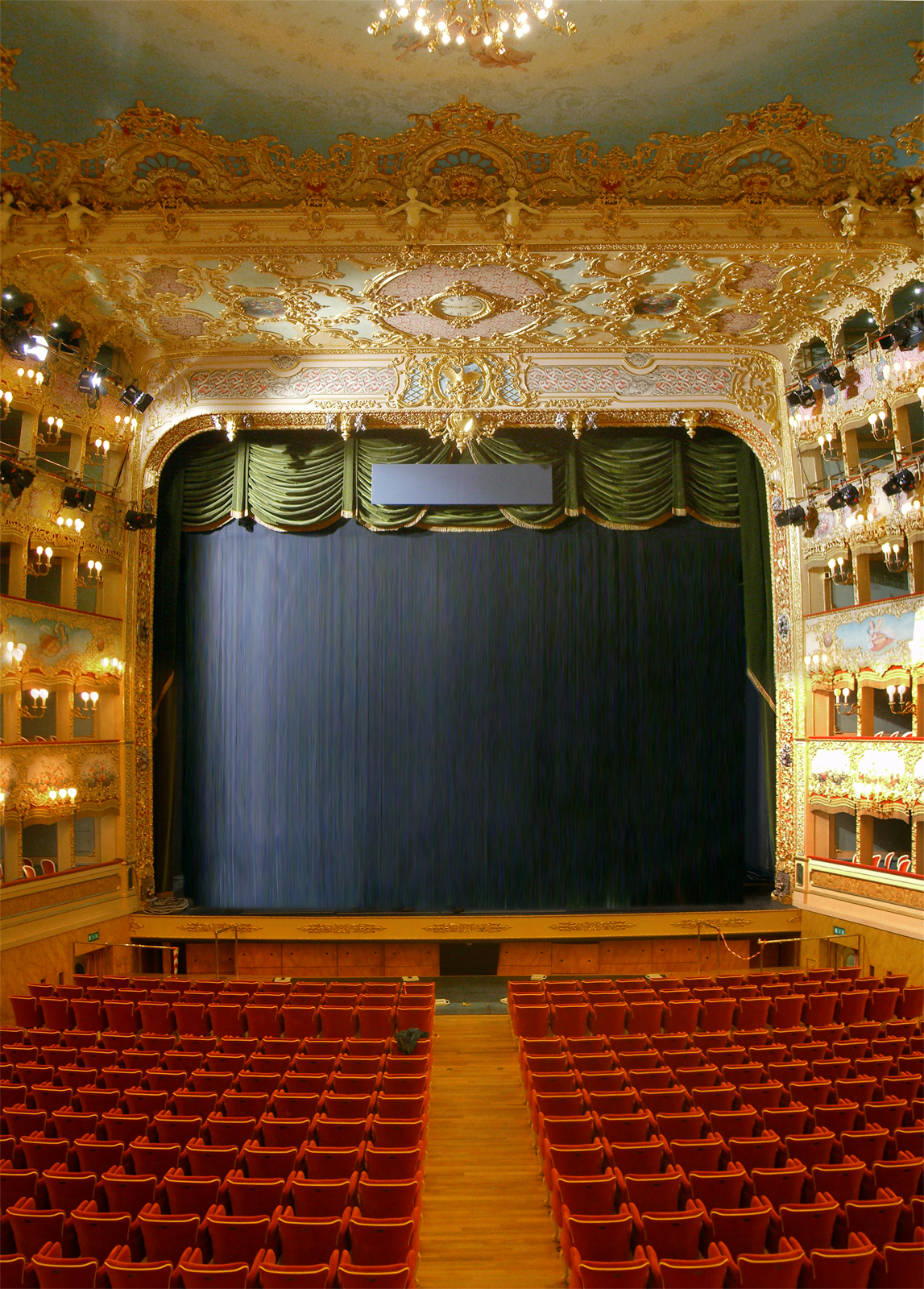
La Fenice à Venise où fut créée la pièce le 11 octobre 1983.

Dans les années 1970 Carolyn Carlson travaille principalement à Paris, en collaboration avec l'Opéra de Paris, et participe aux fondements des bases de la nouvelle danse française. En 1980, elle part en résidence à La Fenice de Venise avec son compagnon, le compositeur René Aubry, et juste après la naissance de leur fils Alexis, elle décide de chorégraphier Blue Lady qui s'attache à la description des différents âges et humeurs dans la vie d'une femme,. Ce solo, mis en scène dans un décor simple et dansé sur une musique de René Aubry, est créé à La Fenice le 11 octobre 1983 et fut présenté dans le monde par la suite. De 1983 à 1985, cette pièce va devenir une pierre angulaire de la chorégraphe et sera fréquemment qualifié de « solo mythique » ou « historique et intouchable » en raison de l'impact qu'il a sur le public et les critiques de l'époque,,.
Après l'avoir dansé plusieurs centaines de fois pendant une dizaine d'années, Carolyn Carlson décide en 1995 de ne plus le produire (à de rares exceptions près comme une courte interprétation du passage Tree lors des concerts de René Aubry en 2004). À cette époque, elle envisage de transmettre ce solo à la danseuse finlandaise Nina Hyvarinen, puis à Sylvie Guillem qui le refuse.
En 2007, Carolyn Carlson propose au danseur finlandais Tero Saarinen, qui travailla au sein de sa compagnie à la fin des années 1980 avant de fonder son propre groupe où il dansa notamment un solo intitulé Hunt qui marqua la chorégraphe américaine, de reprendre la pièce dans son exacte écriture à quelques variantes de style près. La reprise, intitulée Blue Lady - Revisited, est donnée lors de la Biennale de la danse de Lyon le 7 septembre 2008, avant de tourner dans le monde entier jusqu'en 2011.

## Structure

### Premier âge
Derrière des persiennes qui se lèvent doucement une à une, la danseuse en collant ou pantalon vert apparaît derrière un tronc d'arbre unique dont la cime et les branchages ne sont pas visibles. Venant au première plan de la scène, elle initie en partant d'une position accroupie fléchie, une danse giratoire dans le sens anti-horaire autour de l'axe d'une jambe, bras à l'équerre, bras en arrière. Le corps s'élève progressivement en tournant de plus en plus rapidement sur le thème Night Run d'Aubry pour adopter la position verticale. La danseuse utilise alors tout le champ de la scène pour ses déplacements enfantins, joyeux, et ludiques.

### Deuxième âge
En robe bleu ciel et canotier, sur fond de projection d'un ciel et d'une montgolfière, la danseuse joue de sa longue robe au vent sur les notes de If I Were a Tree/Blue Lady d'Aubry. Ce sont de grands mouvements en diagonale et circulaires, des courses qui emplissent toute la scène, des changements de robes (bleu, jaune...).

### Troisième âge
Venant du côté cour, la danseuse ceinte d'une robe-drap rouge vif et élastique (Red Dress), qui constituera la marque visuelle la plus célèbre de la pièce et de la carrière de Carlson, s'étire dans un déplacement lent vers le centre de la scène, retenue par le drap enroulée autour de son corps. Le mouvement lent se fait par déroulements successifs de la robe-drap évoquant tout à la fois une métamorphose animale et la grossesse jusqu'à la naissance, délivrant la danseuse au centre de la scène. En collant rouge, elle réalise alors la seconde phase du tableau.

### Dernier âge
Dernier âge, la vieillesse est là. Des feuilles chutent de l'arbre, et la danseuse apparaît dans une robe de deuil noire et chapeau noir, canne-parapluie à la main. Les mouvements sont lents, saccadés. La danseuse s'immobilise et grimace. Courbée et voutée, elle effectue ses derniers mouvements derrière les persiennes qui retombent sur la musique intitulée Vendredi 13. Se déshabillant progressivement, la danseuse en robe jaune retrouve un dernier élan de légèreté et de vie, puis repart en tenue minimale vers le fond de la scène, lumières baissant.

## Accueil critique
La réception du public et de la critique de Blue Lady a été en 1983 triomphale.
La recréation de Blue Lady - Revisited en 2008 sera chaleureusement accueillie par la critique qui voit notamment dans la transmission de cette pièce d'une femme à un homme « une force et une modernité bluffantes ». Rosita Boisseau pour Le Monde juge que si le projet au départ pouvait « laiss[er] dubitatif [...] le résultat lève tous les doutes dès les premières minutes » notamment en louant la performance de Tero Saarinen qui « s'empare de cette pièce quasiment intouchable, historique, pour la faire sienne avec intelligence». Ariane Bavelier pour Le Figaro salue également la performance du danseur dont « chacun de ses gestes, chacun de ses doigts, chaque parcelle de son corps est habitée par Blue Lady » et permet « une magistrale et bouleversante réflexion sur le métier d'interprète».

## Fiche technique
- Chorégraphie : Carolyn Carlson
- Danseuse à la création : Carolyn Carlson
- Danseur à la reprise 2008 : Tero Saarinen (puis en tournée en alternance avec Jacky Berger[14])
- Musique : Blue Lady de René Aubry

- Scénographie originale : Frédéric Robert
- Lumières originales : John Davis et Claude Naville
- Lumières à la reprise : Peter Vos
- Costumes à la reprise : Chrystel Zingiro
- Production originale : La Fenice, Théâtre de la Ville.
- Production à la reprise : Centre chorégraphique national de Roubaix, Biennale de la danse de Lyon, Théâtre de Roubaix, Compagnie Carolyn-Carlson et Compagnie Tero-Saarinen.
- Première : 11 octobre 1983 à La Fenice de Venise[6]
- Première de la reprise : 7 septembre 2008 durant la Biennale de la danse de Lyon[6],[15]
- Durée : 70 minutes

## Filmographie
- Blue Lady d'André S. Labarthe, 1983
- Empreinte Carolyn Carlson, documentaire 52 min, diffusé sur France 5 en avril 2009.